# Schindler Holding
Die Schindler Holding AG (auch Schindler-Gruppe oder Schindler-Konzern) mit Sitz in Hergiswil im Schweizer Kanton Nidwalden ist eine Industrie- und Dienstleistungsholding. Weltweit beschäftigt der Konzern rund 56'700 Mitarbeiter in 140 Ländern und gehört gemessen an der Gesamtmitarbeiterzahl zu den zehn grössten Unternehmen der Schweiz und zu den 500 grössten Familienunternehmen der Welt.
Kerngeschäft der Holding ist der Geschäftsbereich Aufzüge & Fahrtreppen, der operativ massgeblich von der Schindler Aufzüge AG in Ebikon geprägt wird.

## Geschichte
1929 wurde die Pars Finanz AG gegründet, um die Tochtergesellschaften und Niederlassungen der damaligen «Kommanditaktiengesellschaft Schindler & Cie.» neu zu organisieren. Obwohl «Schindler & Cie.» damit formal eine 100 %-Tochter der Pars Finanz wurde, blieb der operative Sitz des Kerngeschäfts «Aufzüge» im Schindler-Werk in Luzern, das 1949 den heutigen Namen «Schindler Aufzüge AG» erhielt.
Unter der Pars Finanz wurde die Geschäftstätigkeit des Schindler-Konzerns auf den Waggonbausektor ausgeweitet. Dazu wurde 1945 die Tochtergesellschaft «Schindler-Waggon AG» mit Sitz in Pratteln im Kanton Basel-Landschaft gegründet.
Mit dem Umzug der «Schindler Aufzüge AG» am 27. Juni 1957 von Luzern ins neue Werk in Ebikon, erhielt der Geschäftsbereich «Aufzüge und Fahrtreppen» seinen neuen, heute noch aktiven Sitz.
Die Pars Finanz erwarb 1956 rund 30 % des Aktienkapitals der grössten Schweizer Konkurrentin, der Schweizerische Wagons- und Aufzügefabrik Schlieren (SWS). Die komplette Übernahme der SWS erfolgte 1960, die nun zwar als Konzerngesellschaft geführt wurde, die ihre Produktion allerdings in beiden Kerngeschäften des Schindler-Konzern unter dem Markennamen «Schlieren» fortsetzte.
Am 18. September 1970 wurde an einer ausserordentlichen Generalversammlung die Umbenennung der Pars Finanz, per 1. Dezember in Schindler Holding AG beschlossen. Am 1. November 1971 wurden erstmals Schindler-Aktien öffentlich an der Zürcher Börse gehandelt, damit wurde es 1973 erstmals notwendig, einen konsolidierten Geschäftsbericht zu veröffentlichen.
Als sich Anfang der 1980er Jahre vermehrt Überkapazitäten abzeichneten, gab die Schindler Holding 1983 die Schliessung der SWS bis 1985 und damit auch die Aufgabe der Marke «Schlieren» bekannt. Trotz massiven Widerstandes konnte die Schliessung nicht verhindert werden. Der Boykott und die Sistierung von Bestellungen von Schindler-Produkten durch den Standortkanton Zürich, die Stadt Zürich und etliche weitere Gemeinden zwangen allerdings den Schindler-Konzern dazu, sich um die Ansiedelung von neuen Industrie- und Gewerbebetrieben auf dem ehemaligen Areal der SWS zu kümmern.
1987 erwarb die Holding die Aktienmehrheit der Flug- und Fahrzeugwerke Altenrhein (FFA). Die Namensrechte und die Flugzeugwerke wurden umgehend an die Zürcher Justus Dornier Holding weiterverkauft. Behalten wurde ein grosser Teil des Werksareals und der Waggonbau, deren Trägergesellschaft «FFA Flug- & Fahrzeugwerke AG» daher zu «Schindler Waggon Altenrhein» (SWA) umfirmiert wurde, der zweiten Tochtergesellschaft auf dem Rollmaterialsektor.
Durch Übernahme der Aktienmehrheit an der «Also Holding AG», wurde diese 1988 zur Konzerngesellschaft. Damit wurden die Logistik- und Vertriebsdienstleistungen zum dritten Geschäftsbereich von Schindler.
Eine Reihe von Restrukturierungsprozessen begann 1990 mit einer Neufestlegung der Konzernstrategie und -struktur. Seit 1991 ist der Verwaltungsrat (Executive Committee of the Board) für die strategische Ausrichtung des Konzerns verantwortlich, die operative Ausrichtung ist Aufgabe der Konzernleitung (Management Committee) des Geschäftsbereichs «Aufzüge und Fahrtreppen» die seither zur Holdinggesellschaft gehört.
Eine Krise in der gesamten Schweizer Rollmaterialindustrie zwang auch Schindler zu Restrukturierungen. Die Werke Pratteln und Altenrhein wurden 1993 neu in einer gemeinsamen Betriebsgesellschaft «Schindler Waggon AG» mit Sitz in Pratteln zusammengelegt. Die Verwaltung der Areale und Hochbauten wurde dabei in den bisherigen Gesellschaften belassen, diese wurden als Immobiliengesellschaften «Lischac AG» (vormals Schindler-Waggon AG) und «Orgama AG» (vormals Schindler Waggon Altenrhein AG) ausgelagert. Nachdem der Konzern für sich keine Perspektiven im Rollmaterialsektor mehr sah, fällte man 1996 den Entscheid, sich von diesem Geschäftsbereich zu trennen.
Die Stadler Fahrzeuge AG gründete die Tochtergesellschaft Stadler Altenrhein und übernahm am 1. März 1997 das Werk Altenrhein. Für das Werk Pratteln interessierte sich ABB Daimler Benz Transportation (Adtranz) und am 1. Januar 1998 erfolgte die Übernahme, die den Ausstieg Schindlers aus dem Waggonbau markierte.
Ein weiterer Geschäftsbereich war der als Konzerngesellschaft (Anteil 64 %) geführte Logistikdienstleister Also Holding AG; seit der Fusion zur Also-Actebis Holding AG im Februar 2011 hat Schindler seine Beteiligung an ALSO bis Mitte 2017 vollumfänglich abgebaut.

## Geschäftsbereiche

### Aufzüge & Fahrtreppen
Der Geschäftsbereich «Aufzüge & Fahrtreppen», dessen Grundstein 1874 in Luzern gelegt wurde, trägt 65 % zum Konzernumsatz bei (Stand 2009). Die «Schindler Aufzüge AG» hat seit 1957 ihren Hauptsitz in Ebikon.
Schindler ist nach der Otis Elevator Company der weltweit zweitgrösste Hersteller von Aufzugsanlagen und grösster Hersteller von Fahrtreppen und Fahrsteigen.
Im Kerngeschäft «Aufzüge & Fahrtreppen» wurden 2009 weltweit in über 130 Ländern rund 42'000 Mitarbeiter beschäftigt und 8,28 Milliarden Franken umgesetzt. Der Geschäftsbereich «Aufzüge & Fahrtreppen» wird von Jürgen Tinggren geleitet.

### Also-Actebis
Die 1984 gegründete «Also Holding AG», an der die Schindler Holding mit 64 % beteiligt war, gehörte zu den führenden Logistik- und Vertriebsunternehmen für die Branchen IT, Unterhaltungselektronik und Telekommunikation. Zur Also Holding mit Sitz Hergiswil, gehörten die Tochtergesellschaften Also Schweiz AG in Emmen, Also Deutschland GmbH in Straubing und seit dem 31. August 2006 eine Mehrheitsbeteiligung an der finnischen GNT Holding, dem grössten branchengleichen Distributionsunternehmen in Skandinavien und dem Baltikum. Ab dem 26. Mai 2008 war die Also Holding Alleineigentümerin der GNT Holding, deren Markenname Ende 2009 aufgegeben wurde.
Im Geschäftsjahr 2009 beschäftigte der von Thomas C. Weissmann geleitete Geschäftsbereich «Also» rund 1500 Mitarbeiter und setzte 4,41 Milliarden Franken um.
Im Februar 2011 fusionierte die Also Holding mit der deutschen Actebis GmbH zur Also-Actebis Holding AG. An dieser hält die Schindler Holding noch 28 % des Aktienkapitals, womit der Geschäftsbereich in der Konzernrechnung nicht mehr vollkonsolidiert wird.

## Aktionariat
Die durch einen Aktionärsbindungsvertrag verbundenen Familienaktionäre Schindler und Bonnard sind Ankeraktionäre mit einem Stimmenanteil von 70 %. In den Statuten der Holdinggesellschaft gibt es die sogenannte Opting-out-Klausel. Dadurch ist die Verpflichtung eines Übernahmeangebots an alle Aktionäre bei Überschreiten der Schwelle von 33 1/3 % der Stimmrechte bei einem Verkauf aufgehoben. Der gegenwärtige Verwaltungsratspräsident Alfred N. Schindler verspricht jedoch, dass unter seiner Leitung bei einem allfälligen Verkauf der Firma alle Investoren freiwillig zu gleichwertigen Bedingungen ein Angebot erhalten werden. Unter den 300 Reichsten der Schweiz belegten die Familien 2018 den 10. Platz mit einem geschätzten Vermögen von 12 bis 13 Milliarden Schweizer Franken.

## Schindler Award
Die Gruppe lobt seit 2003 alle zwei Jahre einen Wettbewerb für barrierefreie Architektur an Architekturstudenten aus, den Schindler Award.